# Yoshiyuki Katō
Yoshiyuki Katō (jap. 加藤 善之, Katō Yoshiyuki; * 27. Juli 1964 in der Präfektur Tokio) ist ein ehemaliger japanischer Fußballspieler.

## Karriere
Katō erlernte das Fußballspielen in der Schulmannschaft der Gyosei High School. Seinen ersten Vertrag unterschrieb er 1983 bei Yomiuri. Der Verein spielte in der höchsten Liga des Landes, der Japan Soccer League. Mit dem Verein wurde er 1983, 1984, 1986/87, 1990/91 und 1991/92 japanischer Meister. Mit Gründung der Profiliga J.League 1992 und der damit verbundenen Neuorganisation des japanischen Fußballs wurde der Yomiuri zu Verdy Kawasaki. Mit dem Verein wurde er 1993 und 1994 japanischer Meister. Für den Verein absolvierte er 71 Erstligaspiele. 1995 wechselte er zum Zweitligisten Fukuoka Blux. 1995 wurde er mit dem Verein Meister der Japan Football League. Ende 1995 beendete er seine Karriere als Fußballspieler.

## Erfolge
Yomiuri/Verdy Kawasaki
- Japan Soccer League

Meister: 1983, 1984, 1986/87, 1990/91, 1991/92
Vizemeister: 1989/90
- J1 League

Meister: 1993, 1994
- JSL Cup

Sieger: 1985, 1991
- J.League Cup

Sieger: 1992, 1994, 1994
- Kaiserpokal

Sieger: 1984, 1986, 1987
Finalist: 1991, 1992